# Siamspinops spinescens
Siamspinops spinescens là một loài nhện trong họ Selenopidae.
Loài này thuộc chi Siamspinops. Siamspinops spinescens được P. Dankittipakul & J. A. Corronca miêu tả năm 2009.